# Darantasia semiclusa
Darantasia semiclusa är en fjärilsart som beskrevs av Walker 1864. Darantasia semiclusa ingår i släktet Darantasia och familjen björnspinnare. Inga underarter finns listade i Catalogue of Life.